# Abraxas cos
Abraxas cos är en fjärilsart som beskrevs av Eugen Wehrli 1935. Abraxas cos ingår i släktet Abraxas och familjen mätare. Inga underarter finns listade i Catalogue of Life.